# ويلفريد إي. منصور
ويلفريد إي. منصور (بالإنجليزية: Wilfred E. Mansur)‏ هو مهندس معماري أمريكي، (ولد عام 1855  م).